# Prairie View, Texas
Prairie View là một thành phố thuộc quận Waller, tiểu bang Texas, Hoa Kỳ. Năm 2010, dân số của xã này là 5576 người.

## Dân số
- Dân số năm 2000: 4410 người.
- Dân số năm 2010: 5576 người.